# Feldborg
Feldborg er en landsby i Midtjylland med 526 indbyggere  (2024). Feldborg er beliggende i Feldborg Sogn syv kilometer syd for Haderup, 25 kilometer øst for Holstebro og 27 kilometer nord for Herning. Byen hører til Herning Kommune og er beliggende i Region Midtjylland.
Feldborg Skole og kirke ligger i byen.
Byen har for nylig fået deres egen maskot med navn "Felle".